# 信用卡提现
信用卡提现，又稱預借現金，是个人通过信用卡提取现金。
信用卡是银行签发给个人的可透支，先消费后还款的金融工具。信用卡设计的初衷就是为个人消费提供便利，所以从信用卡直接提取现金的行为一般是不被提倡的，然而有些持卡人會有臨時性的現金需求，因此大多數銀行需由持卡人申請才會開通信用卡提現的功能及提現密碼。信用卡提现包括两类。一类是指在银行ATM上或在銀行櫃台直接提取现金，或打電話至信用卡公司的客戶服務專線申請，由信用卡公司直接匯款至持卡人的銀行帳戶。通常是要支付取现手续费，并要从提现当日计收每天万分之五的利息。而另一种提现则通常和信用卡套现属于同一范畴，即通过和其他商户合作的方式，以消费的名义进行的信用卡套现行为。德国很多银行支持通过信用卡免费从其他银行的ATM提现的服务。

## 另見
- 提款卡
- 現金卡
- 卡奴
- 信用卡套现